# ان‌جی‌سی ۱۵۵۵
ان‌جی‌سی ۱۵۵۵ یک سحابی متغیر در صورت فلکی گاو است.